# Stictosia decubitana
Stictosia decubitana är en fjärilsart som beskrevs av Walker 1863. Stictosia decubitana ingår i släktet Stictosia och familjen björnspinnare. Inga underarter finns listade i Catalogue of Life.